# Brant Point Light
Brant Point Light – latarnia morska na wyspie Nantucket, w stanie Massachusetts w Stanach Zjednoczonych. Jest drugą najstarszą latarnią w Ameryce po Boston Light w Bostonie. Zbudowana została w 1746 roku i jest użytkowana do dziś. Brant Point Light jest też rekordzistką pod względem liczby przebudowań i remontów. Ostatni odbył się w roku 2000. Każdego roku latarnię podziwiają tysiące turystów, jest ona główną atrakcją turystyczną na Nantucket. Czerwona lampa migająca co 4 sekundy na Brant Point Light znajduje się prawie 8 metrów nad poziomem morza, co sprawia, że jest jednym z najniższych świateł Nowej Anglii.